# Радиоизотопные источники энергии

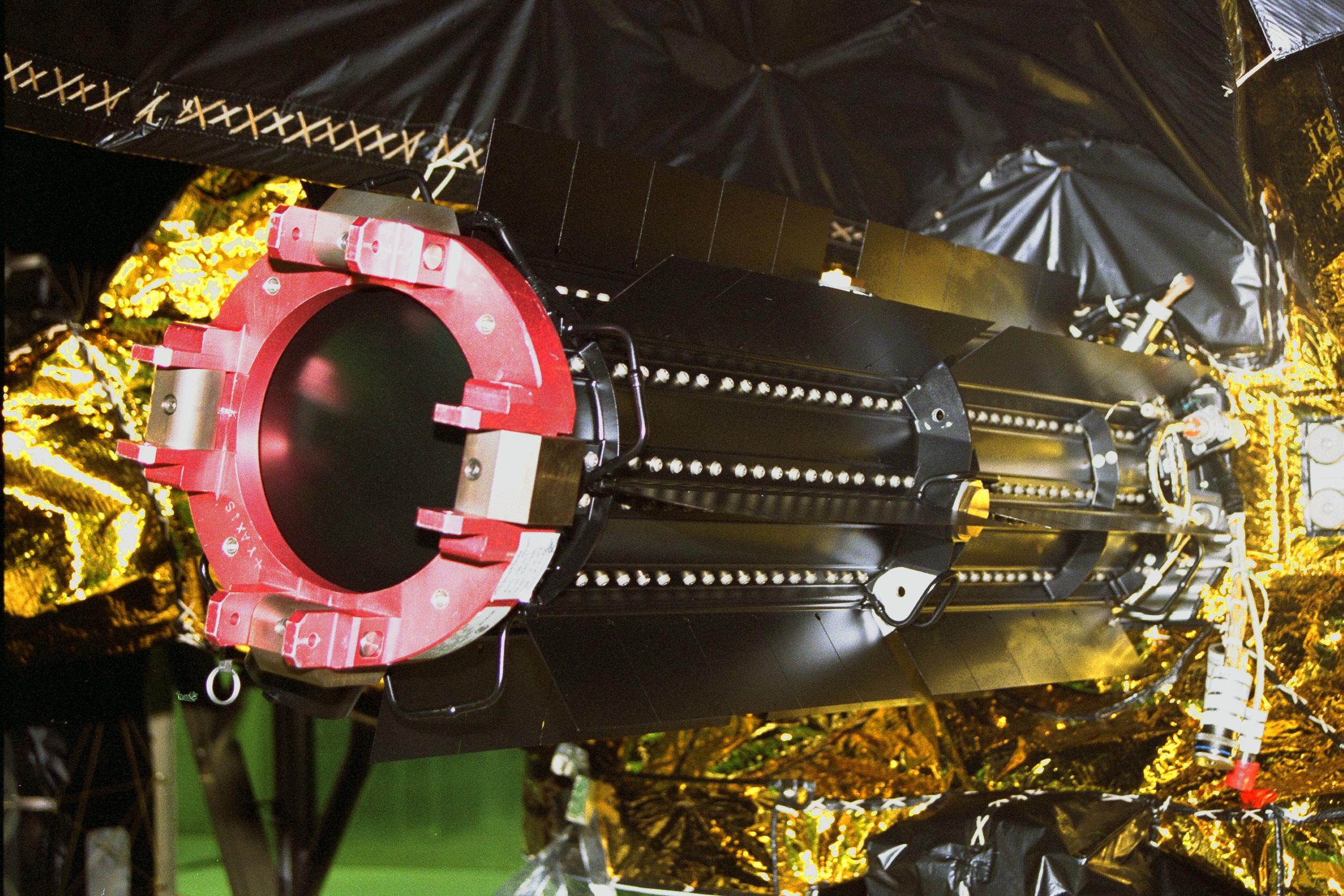
Один из радиоизотопных генераторов зонда «Кассини»

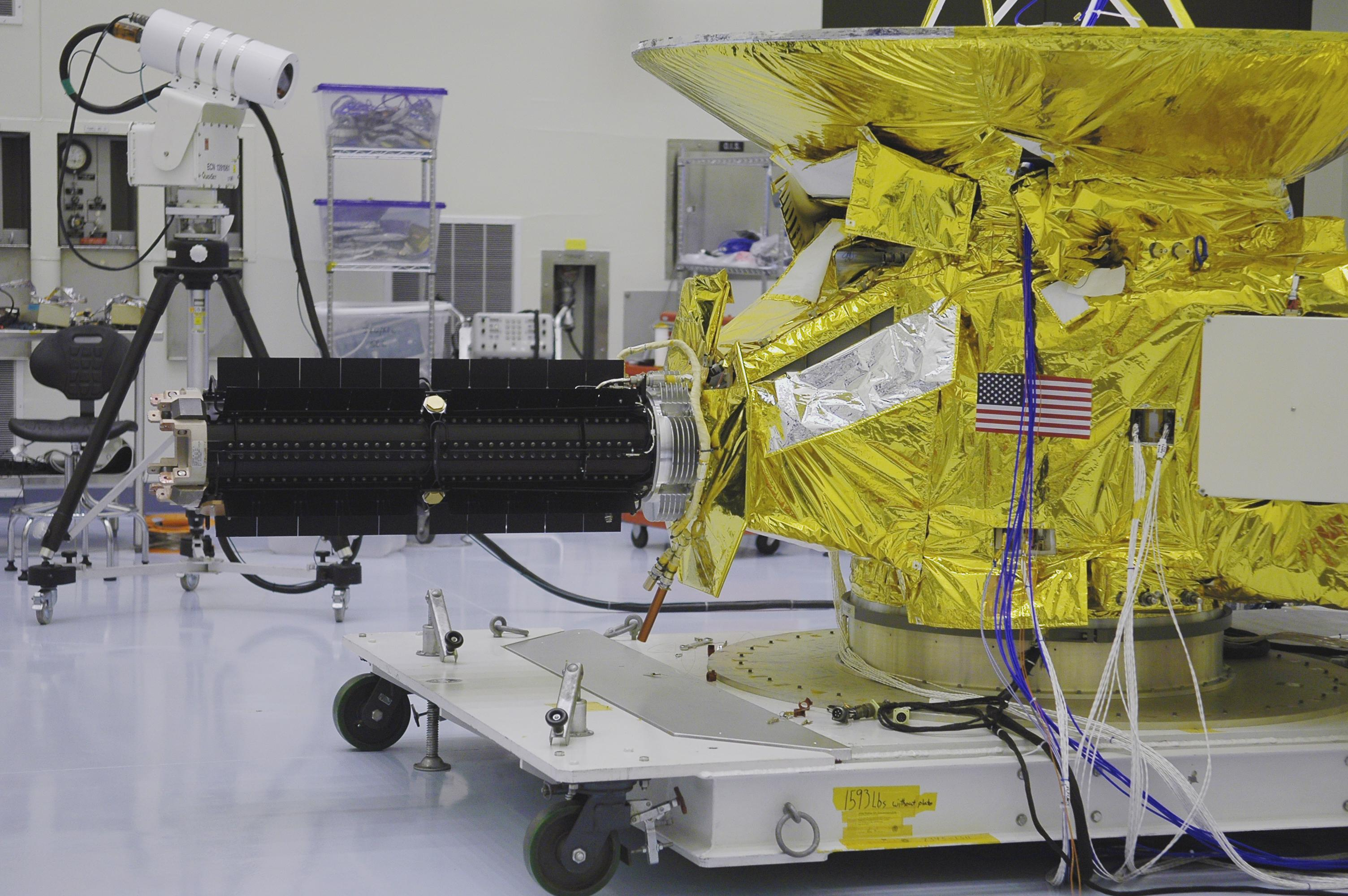
Радиоизотопный генератор космического аппарата «New Horizons»

Радиоизото́пные исто́чники эне́ргии — устройства различного конструктивного исполнения, использующие энергию, выделяющуюся при радиоактивном распаде, для нагрева теплоносителя или преобразующие её в электроэнергию.
Радиоизотопный источник энергии принципиально отличается от атомного реактора тем, что в нём используется не управляемая цепная ядерная реакция, а энергия естественного распада радиоактивных изотопов.

## Виды и типы генераторов и элементов
Радиоизотопные источники питания подразделяются на:
- Радиоизотопные термоэлектрические генераторы (РИТЭГи): используются термоэлементы.
- Радиоизотопные термоэмиссионные генераторы: используется термоэмиссионный преобразователь.
- Радиоизотопный стирлинг-генератор — свободнопоршневой (без кривошипно-шатунного механизма) двигатель Стирлинга с линейным генератором переменного тока (ASRG).
- Радиоизотопные комбинированные генераторы: используются термоэмиссионный преобразователь (1-я ступень) и термоэлементы (2-я ступень преобразования).
- Радиоизотопные паротурбинные генераторы: парортутные или пароводяные турбины и электрогенератор — цикл Ренкина.
- Атомные элементы (бета-вольтаические): альфа- и бета-излучающие изотопы, помещённые в вакуумные капсулы, создают очень высокое напряжение при малых токах.
- Атомные полупроводниковые элементы: облучение полупроводниковых сборок в заданном направлении.
- Радиоизотопные пьезоэлектрические источники.
- Радиоизотопные оптико-электрические источники.
- Радиоизотопные источники высокопотенциального тепла: получение нагретых жидкостей (вода, топливо и др.) и газов для отопления, обогрева резервных батарей и др.
- Радиоизотопные подогреватели и ионизаторы воздуха: подогрев (частичный) и сильная ионизация воздуха или кислорода, подаваемого в металлургические печи (интенсификация горения топлива).
- Радиоизотопные реактивные двигатели: используются высококонцентрированные и тугоплавкие соединения радиоизотопов с максимальным выделением энергии для нагрева рабочих тел (водород, гелий), используемых в реактивных двигателях малой мощности (маневрирование спутников).

## Применяемые изотопы (топливо) и требования к нему
Источником тепла или топливом радиоизотопных источников тока являются достаточно короткоживущие радиоактивные изотопы различных химических элементов. Основными требованиями к изотопам и, соответственно, к источникам тепла изготовленных из них соединений и сплавов являются: достаточно большой период полураспада, безопасность в обращении и эксплуатации (желательно отсутствие проникающих излучений: жёсткого гамма-излучения и нейтронов), высокая температура плавления сплавов и соединений, большое удельное энерговыделение, а для изотопов, способных к делению, также и возможно бо́льшая критическая масса. Очень важное место при выборе рабочего изотопа играет образование дочернего изотопа, способного к значительному тепловыделению, так как цепь ядерного преобразования при распаде удлиняется и соответственно возрастает общая энергия, которую можно использовать. Наилучшим примером изотопа с длинной цепью распада и с энерговыделением на порядок бо́льшим, чем у большинства других изотопов, является уран-232. Недостатком его является то, что входящий в его радиоактивный ряд таллий-208 испускает очень жёсткое гамма-излучение (2,614 МэВ), которое сложно экранировать. Известно более 3000 радиоизотопов, но лишь немногие подходят на роль источников тепла в радиоизотопных генераторах. Изотопы, наиболее часто используемые для радиоизотопных источников энергии в настоящее[когда?] время, перечислены в следующей таблице:
| Изотоп | Получение (источник)              | Удельная мощность для чистого изотопа, Вт/г | Объёмная мощность, Вт/см³ | Плотность топлива, г/см³ | Температура плавления топлива, °C | Количество топлива, кюри/Вт | T1/2         | Интегрированная энергия распада изотопа, кВт·ч/г | Рабочая форма изотопа |
| ------ | --------------------------------- | ------------------------------------------- | ------------------------- | ------------------------ | --------------------------------- | --------------------------- | ------------ | ------------------------------------------------ | --------------------- |
| 60Со   | Облучение в реакторе              | 2,9                                         | ~26                       | 8,9                      | ~1480                             | ~390                        | 5,271 года   | 193,2                                            | Металл, сплав         |
| 238Pu  | облучение нептуния-237 в реакторе | 0,568                                       | 5,9                       | 11,5                     | 2400                              | 30,3                        | 87,7 года    | 608,7                                            | PuO2                  |
| 90Sr   | осколки деления                   | ~2,3                                        | ~9,2 (SrO) ~5,7 (SrTiO3)  | 4,7 (SrO) 5,1 (SrTiO3)   | 2430 (SrO) 2080 (SrTiO3)          | ~60                         | 28,8 года    | ~840                                             | SrO, SrTiO3           |
| 144Ce  | осколки деления                   | 2,6                                         | ~16                       | 7,6                      | 2400                              | 128                         | 285 сут.     | 57,439                                           | CeO2                  |
| 242Cm  | атомный реактор                   | 121                                         | 1169                      | 11,75                    | ~2270                             | 27,2                        | 162 сут.     | 677,8                                            | Cm2O3                 |
| 147Pm  | осколки деления                   | 0,37                                        | 1,1                       | 6,6                      | 2300                              | 2700                        | 2,64 года    | 12,34                                            | Pm2O3                 |
| 137Cs  | осколки деления                   | 0,27                                        | ~0,86                     | 4                        | 645                               | 320                         | 33 года      | 230,24                                           | CsCl                  |
| 210Po  | облучение висмута в реакторе      | 142                                         | 1320                      | 9,4                      | 600 (PbPo)                        | 31,2                        | 138 сут.     | 677,59                                           | сплавы с Pb, Y, Аu    |
| 244Cm  | атомный реактор                   | 2,8                                         | 33,25                     | 11,75                    | ~2270                             | 29,2                        | 18,1 года    | 640,6                                            | Cm2O3                 |
| 232U   | облучение тория в реакторе        | 8,097                                       | ~77,9                     | 10,95 (UO2)              | 2850                              |                             | 68,9 года    | 4887,103                                         | UO2, UC, UN.          |
| 106Ru  | осколки деления                   | 29,8                                        | 369,818                   | 12,41                    | 2250                              |                             | ~371,63 сут. | 9,854                                            | металл, сплав         |

Следует отметить то обстоятельство, что выбор изотопного источника тепла прежде всего определяется диапазоном выполняемых энергоисточником задач и временем выполнения этих задач. Огромным недостатком радиоизотопов является то обстоятельство, что их энерговыделение невозможно регулировать (остановить или ускорить), можно лишь отсекать поток тепла от преобразователей.
Помимо урана-232, интерес привлекают к себе изотопы тяжёлых трансурановых элементов, прежде всего плутоний-238, кюрий-242, кюрий-244, и другие изотопы трансурановых элементов, например калифорний-248, калифорний-249, калифорний-250, эйнштейний-254, фермий-257, а также ряд более лёгких изотопов, например полоний-208, полоний-209, актиний-227.
Теоретический интерес представляют также различные ядерные изомеры и предполагаемые новые сверхтяжёлые элементы.

### Экономические характеристики важнейших генераторных изотопов
| Изотоп | Производство в 1968 г., кВт(тепл.)/год | Производство в 1980 г., кВт(тепл.)/год | Стоимость в 1959 г., долл./Вт | Стоимость в 1968 г., долл./Вт | Стоимость в 1980 г., долл./Вт | Цены в 1975 г. (Окридж), долл./грамм |
| ------ | -------------------------------------- | -------------------------------------- | ----------------------------- | ----------------------------- | ----------------------------- | ------------------------------------ |
| 60Со   | нет данных                             | 1000                                   | нет данных                    | 26                            | 10                            | 106                                  |
| 238Pu  | 17                                     | 400                                    | нет данных                    | 1600                          | 540                           | 242                                  |
| 90Sr   | 67                                     | 850                                    | 170                           | 30                            | 20                            | 20                                   |
| 144Ce  | 800                                    | 10000                                  | 39                            | 19                            | 2                             | 50                                   |
| 242Cm  |                                        |                                        |                               |                               | 17                            | 252                                  |
| 147Pm  | 5,5                                    | 40                                     | 710                           | 558                           | 220                           | 75                                   |
| 137Cs  | 48                                     | 850                                    | 95                            | 26                            | 24                            | 10                                   |
| 210Po  | 14                                     | нет данных                             | нет данных                    | 780                           | 20                            | 1010                                 |
| 244Cm  |                                        | 29                                     |                               |                               | 64                            | 612                                  |
| 232U   |                                        |                                        |                               |                               |                               |                                      |

| Изотоп | Вещество и масса мишени | Длительность облучения | Плотность потока нейтронов (см−2·с−1) | Выход изотопа в граммах | Неиспользованная часть мишени |
| ------ | ----------------------- | ---------------------- | ------------------------------------- | ----------------------- | ----------------------------- |
| 60Со   | Кобальт-59 (100 г)      | 1 год                  | 2⋅1013                                | 1,6 г                   |                               |
| 238Pu  | Нептуний-237 (100 г)    | 3 года                 | 2⋅1013                                | 20 г                    |                               |
| 210Po  | Висмут-209 (1 тонна)    | 1 год                  | 2⋅1013                                | 4 г                     |                               |
| 242Cm  | Америций-241 (100 г)    | 1 год                  | 2⋅1013                                | 6 г                     |                               |
| 232U   |                         |                        | 2⋅1013                                |                         |                               |

С развитием и ростом ядерной энергетики цены на важнейшие генераторные изотопы быстро падают, а производство изотопов быстро возрастает, что и предопределяет расширение радиоизотопной энергетики. В то же время стоимость изотопов, получаемых облучением (U-232, Pu-238, Po-210, Cm-242 и др.), снижается незначительно, и потому во многих странах, обладающих развитой радиоизотопной промышленностью, изыскиваются способы более рациональных схем облучения мишеней, более тщательной переработки облучённого топлива. В значительной мере надежды на расширение производства синтетических изотопов связаны с ростом сектора реакторов на быстрых нейтронах и возможным появлением термоядерных реакторов. В частности, именно реакторы на быстрых нейтронах с использованием значительных количеств тория позволяют надеяться на получение больших промышленных количеств урана-232. Повышение объёмов производства изотопов специалисты связывают прежде всего с увеличением удельной мощности реакторов, уменьшением утечки нейтронов, увеличением флюенса нейтронов, сокращением сроков облучения мишеней, разработкой непрерывных циклов отделения ценных изотопов.
При использовании изотопов во многом разрешается проблема утилизации отработанного ядерного топлива, и радиоактивные отходы из опасного мусора превращаются не только в дополнительный источник энергии, но и в источник значительного дохода. Практически полная переработка облучённого топлива способна приносить денежные средства, сопоставимые со стоимостью энергии, выработанной при делении ядер урана, плутония и других элементов.
| Год  | Установленная электрическая мощность за год, МВт | Суммарная мощность, МВт | Суммарная мощность реактора, МВт | Общая мощность β и γ излучения изотопов, кВт |
| ---- | ------------------------------------------------ | ----------------------- | -------------------------------- | -------------------------------------------- |
| 1961 | 161                                              | 161                     | 644                              | 386                                          |
| 1962 | 161                                              | 322                     | 1288                             | 772                                          |
| 1963 | 187                                              | 509                     | 2036                             | 1222                                         |
| 1964 | 187                                              | 696                     | 2784                             | 1670                                         |
| 1965 | 214                                              | 910                     | 3640                             | 2184                                         |
| 1966 | 428                                              | 1338                    | 5352                             | 3211                                         |
| 1967 | 670                                              | 2008                    | 8032                             | 4819                                         |
| 1968 | 830                                              | 2838                    | 11352                            | 6811                                         |
| 1969 | 1687                                             | 4525                    | 18100                            | 10860                                        |
| 1970 | 2062                                             | 6587                    | 26348                            | 15809                                        |
| 1971 | 2143                                             | 8730                    | 34920                            | 20952                                        |
| 1972 | 2357                                             | 11087                   | 44348                            | 26609                                        |
| 1973 | 2571                                             | 13658                   | 54632                            | 32779                                        |
| 1974 | 3080                                             | 16658                   | 66632                            | 39979                                        |
| 1975 | 4339                                             | 20997                   | 83988                            | 50393                                        |

## Области применения

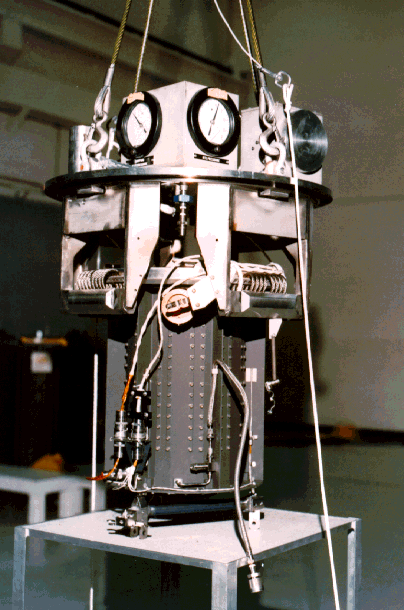
Радиоизотопный генератор зонда «Вояджер»

Радиоизотопные источники энергии применяются там, где необходимо обеспечить автономность работы оборудования, значительную надёжность, малый вес и габариты. В настоящее[когда?] время основные области применения — это космос (спутники, межпланетные станции и др), глубоководные аппараты, удалённые территории (крайний север, открытое море, Антарктика). Например, изучение дальнего космоса без радиоизотопных генераторов невозможно, так как при значительном удалении от Солнца уровень солнечной энергии, который можно использовать посредством фотоэлементов, исчезающе мал. Например, на орбите Сатурна освещённость Солнцем в зените соответствует земным сумеркам. Кроме того, при значительном удалении от Земли для передачи радиосигналов с космического зонда требуется очень большая мощность. Таким образом, единственным возможным источником энергии для КА в таких условиях, помимо атомного реактора, выступает именно радиоизотопный генератор.
Существующие области применения:
- Энергообеспечение космических аппаратов (тепловая и электрическая энергия; список неполон):
  - «Викинг-1 и −2»
  - «Пионер»
  - «Вояджер-1»
  - «Вояджер-2»
  - Луноходы
  - «Кассини»
  - «Новые горизонты»
  - «Персеверанс (марсоход)»

- Медицина: электропитание электрокардиостимуляторов и др.
- Энергопитание маяков и бакенов.

Перспективные области применения:
- Роботы-андроиды: Электротеплопитание. Как основной источник энергии.
- Боевые лазеры космического базирования: Накачка лазеров и электротеплопитание.
- Боевые машины: Мощные двигатели с большим ресурсом (беспилотные разведывательные аппараты — самолёты и мини-лодки, энергопитание боевых вертолётов и самолётов, а также танков и автономных пусковых установок).
- Глубоководные гидроакустические станции: длительное энергопитание невозвращаемых аппаратов.

## Конструкция
При конструировании радиоизотопных источников энергии инженеры руководствуются максимально возможными характеристиками материалов и соответственно лучшим итоговым результатом. В то же время при создании конструкции необходимо также учитывать экономические факторы и вторичные опасности. Так, например, при использовании альфа-излучающих рабочих изотопов с большим удельным энерговыделением часто необходимо разбавить рабочий изотоп для уменьшения тепловыделения. В качестве разбавителей используются различные металлы, в случае применения изотопа в форме оксида или другого соединения — разбавление производится подходящим инертным оксидом и др. Следует учитывать вторичные реакции частиц, излучаемых рабочим радиоизотопом, с материалом-разбавителем; так, хотя бериллий или его тугоплавкие соединения (оксид, карбид, борид) удобны в качестве разбавителя бета-активных изотопов (вследствие большой теплопроводности, малой плотности, большой теплоёмкости), но в контакте с альфа-активным изотопом ввиду эффективности (α, n)-реакций на лёгких ядрах источник тепла превратится в весьма опасный источник нейтронов, что по соображениям безопасности совершенно недопустимо.
При конструировании защитных оболочек от гамма-излучения наиболее предпочтительными материалами является прежде всего свинец (ввиду его дешевизны) и обеднённый уран (ввиду гораздо лучшей способности к поглощению гамма-излучения).
При создании полониевых излучательных элементов важную роль в разбавлении играет то обстоятельство, что полоний, подобно теллуру, весьма летуч, и требуется создание прочного химического соединения с каким-либо элементом. В качестве таких элементов предпочтительны свинец и иттрий, так как они образуют тугоплавкие и прочные полониды. Золото также образует весьма технологичный полонид. Экономически эффективно использование обеднённого урана для защиты от гамма-излучения (эффективность поглощения гамма-квантов ураном в 1,9 раза больше, чем свинцом) ввиду необходимости ассимиляции больших накопленных запасов обеднённого урана в технике.
Конструкционные и вспомогательные материалы для производства РИЭ
При производстве радиоизотопных источников энергии применяются различные конструкционные и вспомогательные материалы, обладающие специфическими физико-химическими, механическими и ядерно-физическими свойствами, позволяющими повысить КПД устройств и обеспечить высокий уровень безопасности как при нормальной эксплуатации, так и в аварийных условиях.
- Высокопрочные стали: в зависимости от назначения.
- Медь: теплообменники.
- Облегчённые: титан, алюминий, магний, иттрий, бериллий и сплавы.
- Радиационная защита: свинец, обеднённый уран, бориды, кадмий, европий, гадолиний, самарий и сплавы.
- Теплоносители: ртуть, легкоплавкие сплавы висмута, цезия, натрия, калия, лития, галлия и других металлов, вода и др.
- Термоэлектрические материалы: В зависимости от температурного режима работы.
- Разбавители рабочего изотопа: медь, свинец, золото, иттрий, никель (разбавление изотопов кюрия (до 30 % никеля) в сплаве с изотопом для стабилизации свойств, технологичности, уменьшения радиации и др.
- Припои: для герметизации, электрической коммутации, монтажа теплообменной арматуры и др.

### Регулирование режимов работы
Регулирование работы радиоизотопных источников энергии представляет известные трудности, ввиду того что сам источник (радиоизотоп) обладает фиксированными параметрами тепловыделения, повлиять на которые (ускорить или замедлить) современная технология не в состоянии. В то же время можно регулировать параметры вырабатываемой электроэнергии (а также давление рабочих газов или жидкостей). В настоящее[когда?] время все методы регулирования радиоизотопных источников энергии сводятся к следующему:
- Регулирование потока тепла от радиоизотопа к преобразователю.
- Регулирование параметров вырабатываемой электроэнергии.
- Регулирование давлений рабочих тел.

## История радиоизотопных генераторов и элементов питания
Исторически первый радиоизотопный источник электрической энергии (Beta Cell) был создан и представлен британским физиком Г. Мозли в 1913. Он представлял собой (по современной классификации) атомный элемент — стеклянную сферу, посеребрённую изнутри, в центре которой на изолированном электроде располагался радиевый источник ионизирующей радиации. Электроны, излучающиеся при бета-распаде, создавали разность потенциалов между серебряным слоем стеклянной сферы и электродом с радиевой солью.
Первые практически применяемые радиоизотопные генераторы появились в середине XX века в СССР и США, в связи с освоением космического пространства и появлением достаточно большого количества осколков деления ядерного топлива (из суммы которого и получают необходимые изотопы методами радиохимической переработки).
Одним из веских оснований к применению радиоизотопных источников энергии служит ряд преимуществ перед другими источниками энергии (практическая необслуживаемость, компактность и др.), и решающим основанием явилась громадная энергоёмкость изотопов. Практически по массовой и объёмной энергоёмкости распад используемых изотопов уступает лишь делению ядер урана, плутония и др. в 4—50 раз, и превосходит химические источники (аккумуляторы, топливные элементы и др.) в десятки и сотни тысяч раз.

### Работы в США
В 1956 году в США возникла программа под названием SNAP (Systems for Nuclear Auxiliary Power — вспомогательные ядерные энергетические установки). Программа была разработана для удовлетворения потребностей в надёжном автономном источнике энергии, который можно использовать в отдалённых местах в течение значительного промежутка времени без всякого обслуживания. Успехом этой программы явилось появление таких источников на спутниках «Транзит» (SNAP-11), Американской антарктической станции, в Арктическом бюро погоды (SNAP-7-D, SNAP-7-Е, SNAP-10-А). Были созданы генераторы SNAP-1А, SNAP-2, SNAP-3, SNAP-3А1 (1969 г.), SNAP-8, NAP-100 (1959 г.), SNAP-50, использующие парортутный цикл Ренкина (турбогенератор).

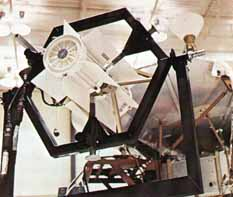
Два из четырёх радиоизотопных генераторов SNAP-19 зонда «Пионер»

Американские радиоизотопные генераторы:
NAP-100, SNAP-1А, SNAP-2, SNAP-3, SNAP-3А1, SNAP-7-D, SNAP-7-Е, SNAP-8, SNAP-10-А, SNAP-11, SNAP-50, SNAP-9, SNAP-19, SNAP-21, SNAP-23, SNAP-25, SNAP-27, SNAP-29, Stirling Radioisotope Generator (SRG) и др.
В настоящее[когда?] время в США сформирован отдел систем радиоизотопной энергии при министерстве энергетики США, и таким образом радиоизотопная энергетика выделилась и стала самостоятельной областью энергетики.

### Работы в СССР и России
На советских космических аппаратах «Космос-84», «Космос-90» (1965 г.), использовались радиоизотопные генераторы «Орион-1» и «11К» на основе полония-210. Тот же изотоп (в составе полонида иттрия) был основой радиоизотопных источников тепла В3-Р70-4 с начальной тепловой мощностью 150—170 Вт на аппаратах «Луноход-1» (1970 г.) и «Луноход-2» (1973 г.).
Российские радиоизотопные генераторы:
- БЕТА-1, БЕТА-2, БЕТА-3, БЕТА-М, БЕТА-С, МИГ-67, РИТ-90, Эфир-МА, РИТЭГ-ИЭУ-1, РИТЭГ-ИЭУ-1М, РИТЭГ-ИЭУ-2, РИТЭГ-ИЭУ-2М, «Гонг», «Горн», «Сеностав-1870», РИТЭГ-238/0,2 («Ангел») и многие другие[5].

### Прочие страны
Английские радиоизотопные генераторы:
- RIPPLE-1, RIPPLE-2, RIPPLE-3, RIPPLE-4, RIPPLE-5, RIPPLE-6, RIPPLE-7 и др.

## Пути развития и повышения КПД
Радиоизотопы, получаемые промышленностью, достаточно дороги; кроме того, некоторые из них производятся пока ещё в очень малых количествах ввиду трудностей получения, отделения, накопления. В первую очередь это относится к наиболее важным изотопам: плутонию-238, кюрию-242 и урану-232, как наиболее перспективным, технологичным и отвечающим основному комплексу задач, возлагаемых на радиоизотопные источники энергии. 
В этой связи в крупных странах с развитой атомной энергетикой и комплексами по переработке облучённого топлива существуют программы накопления и выделения плутония и калифорния, а также мощности и группы специалистов, работающие в этих программах.
Улучшение КПД радиоизотопных генераторов идёт по трём направлениям:
- улучшение полупроводниковых материалов, эмиссионных преобразователей;
- применение новых материалов для конструкции теплообменников и других узлов (уменьшение тепловых потерь);
- снижение стоимости топлива (в этой связи несколько снижаются требования к КПД, так как материалы дешевле и их можно использовать в бо́льших количествах).

## Охрана труда, здоровья и экологические особенности. Утилизация генераторов

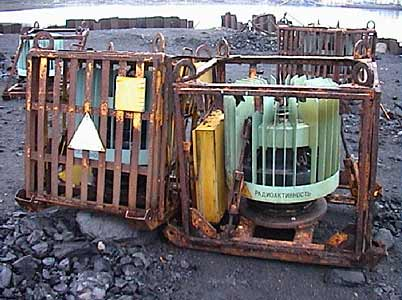
Демонтированные советские радиоизотопные генераторы БЕТА-М, использовавшиеся на автоматических маяках

Радиоактивные материалы, используемые в радиоизотопных источниках энергии, представляют собой весьма опасные вещества при попадании в среду обитания людей. У них есть два поражающих фактора: тепловыделение, способное привести к ожогу, и радиоактивное излучение. Ниже приведён ряд используемых практически, а также перспективных изотопов, при этом наряду с периодом полураспада приводятся их сорта излучения, энергии, и удельная энергоёмкость.
| Изотоп | Период полураспада T1/2 | Интегрированная энергия распада изотопа, кВт·ч/г | Средняя энергия β-частиц, МэВ | Энергия α-частиц, МэВ    | Энергия γ-квантов, МэВ          |
| ------ | ----------------------- | ------------------------------------------------ | ----------------------------- | ------------------------ | ------------------------------- |
| 60Co   | 5,27 года               | 193,2                                            | 0,31 (99,9 %); 1,48 (0,1 %)   |                          | 1,17 + 1,33                     |
| 238Pu  | 87,74 года              | 608,7                                            |                               | 5,5 (71 %); 5,46 (29 %)  |                                 |
| 90Sr   | 28,8 года               | ~840                                             | 0,546 + 2,28                  |                          |                                 |
| 144Ce  | 284,9 сут.              | 57,439                                           | 0,31                          |                          |                                 |
| 242Cm  | 162,8 сут.              | 677,8                                            |                               | 6,11 (74 %); 6,07 (26 %) |                                 |
| 147Pm  | 2,6234 года             | 12,34                                            | 0,224                         |                          |                                 |
| 137Cs  | 30,17 года              | 230,24                                           | 0,512 (94,6 %); 1,174 (5,4 %) |                          | 0,662 (80 %)                    |
| 210Po  | 138,376 сут.            | 677,59                                           |                               | 5,305 (100 %)            |                                 |
| 244Cm  | 18,1 года               | 640,6                                            |                               | 5,8 (77 %); 5,76 (23 %)  |                                 |
| 208Po  | 2,898 года              | 659,561                                          |                               | 5,115 (99 %)             |                                 |
| 232U   | ~68,9 года              | 4887,103                                         |                               | 5,32 (69 %); 5,26 (31 %) |                                 |
| 248Cf  | 333,5 сут.              |                                                  |                               | 6,27(82 %); 6,22(18 %)   |                                 |
| 250Cf  | 13,08 года              |                                                  |                               | 6,03 (85 %); 5,99 (15 %) |                                 |
| 254Es  | 275,7 сут.              | 678,933                                          |                               | 6,43 (93 %)              | 0,27—0,31 (0,22 %); 0,063 (2 %) |
| 257Fm  | 100,5 сут.              | 680,493                                          |                               | 6,52 (99,79 %)           |                                 |
| 209Po  | 102 года                | 626,472                                          |                               | 4,881 (99,74 %)          | 0,4 (0,261 %)                   |
| 227Ac  | 21,773 года             | 13,427???                                        | 0,046 (98,62 %)               | 4,95 (1,38 %)            |                                 |
| 148Gd  | 93 года                 | 576,816                                          |                               | 3,183 (100 %)            |                                 |
| 106Ru  | 371,63 сут.             | 9,864                                            | 0,039 (100 %)                 |                          |                                 |
| 170Tm  | 128,6 сут               | 153,044                                          | 0,97 (~99 %)                  |                          | 0,084 (~1 %)                    |
| 194mIr | 171 сут                 | 317,979                                          | 2,3 (100 %)                   |                          | 0,15; 0,32; 0,63                |
| 241Am  | 432,5 года              | ~610                                             |                               | 5,49 (85 %); 5,44 (15 %) |                                 |
| 154Eu  | 8,8 года                |                                                  | 1,85 (10 %); 0,87 (90 %)      |                          | 0,123; 0,724; 0,876; 1; 1,278   |

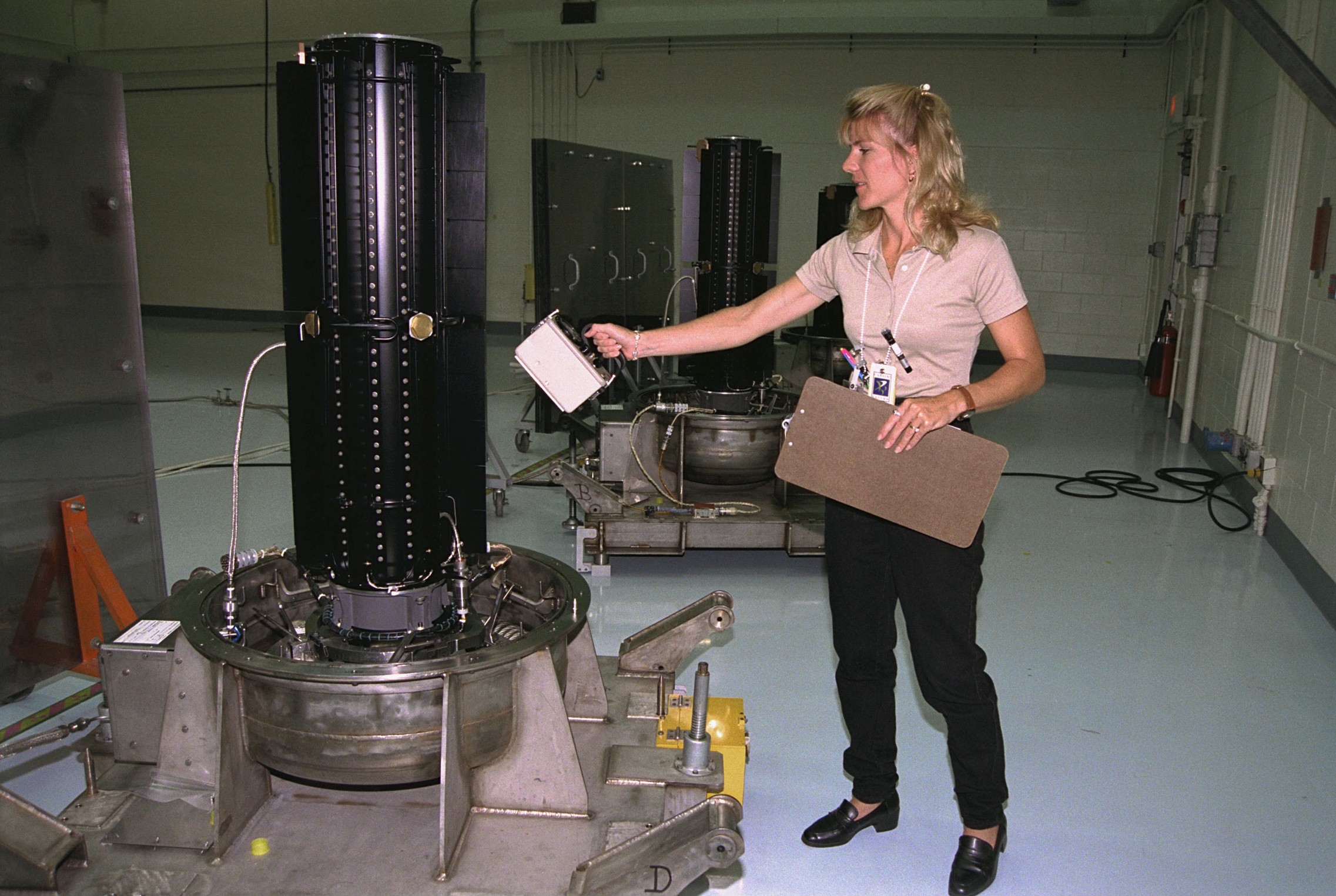
Проверка радиоактивности радиоизотопного термоэлектрического генератора

Основными опасными факторами, сопутствующими применению радиоизотопных источников энергии, являются:
- Проникающее гамма-излучение, нейтроны.
- Образование радиоактивных аэрозолей (выделение изотопов радона и паров) при нарушении герметичности капсул с изотопами.
- Повышение давления гелия в капсулах с альфа-активными изотопами (~200 кг/см² и выше).
- Разрывы трубопроводов с активным теплоносителем (натрий, калий и др.) ведущие к пожарам и взрывам.
- Выброс паров ртути в парортутных турбогенераторных установках при аварии.

Меры по противодействию возникновения опасностей и аварий:
- Применение качественных и прочных конструкционных материалов.
- Радиационная защита.
- Использование чистых изотопов (исключение примесей лёгких элементов в контакте с альфа-излучающими изотопами для предотвращения выхода нейтронов).
- Использование наименее агрессивных и активных теплоносителей, увеличение прочности конструкции.

### Аварийные случаи
Здесь приведены некоторые примеры инцидентов, в ходе которых радиоизотопные источники энергии разрушились или могли разрушиться с попаданием радионуклидов в окружающую среду, либо привели к облучению людей.
- 21 апреля 1964 года при неудачной попытке запуска американского навигационного спутника «Транзит-5В» с РИТЭГ SNAP-9A[англ.] на борту находившиеся в ней 950 грамм плутония-238 (6,3 ТБк) рассеялись в земной атмосфере, вызвав существенное повышение естественного радиационного фона[9].
- 18 мая 1968 года в ходе выведения на орбиту метеорологического спутника «Нимбус-В» с РИТЭГ SNAP-19B2[англ.] на борту потерпела катастрофу американская ракета-носитель «Тор-Аджена-Д». РИТЭГ, содержавший около 1 кг плутония-238, не разрушился благодаря прочности конструкции, специально созданной для сохранения целостности при вхождении космического аппарата в атмосферу. Позднее он был найден и поднят на борт корабля американских ВМС. Радиоактивного загрязнения Мирового океана не произошло[10].
- 19 февраля 1969 года при аварийном старте ракеты с первым советским «Луноходом» (так называемый «Луноход-0») аппарат, имеющий на борту радиоизотопный источник тепла В3-Р70-4 на основе полонида иттрия Y210Po, упал с высоты нескольких километров; танталовая капсула с радионуклидом (масса полония 1,1—1,2 г) сохранила герметичность[4].
- 17 апреля 1970 года при возвращении на Землю аварийной пилотируемой миссии «Аполлон-13» лунная посадочная ступень, отстреленная вместе с плутониевым энергоисточником, содержащим 44 500 Ки плутония-238, вошла в атмосферу над южной частью Тихого океана и, приводнившись к югу от островов Фиджи, затонула на глубине 6 тыс. метров[11].
- 17 ноября 1996 года — российская АМС «Марс-96» сошла с орбиты и рухнула в Тихий океан у западного побережья Чили. На «Марсе-96» находились четыре плутониевых термоэлектрических генератора, содержавших 270 грамм Pu-238[11].
- 12 и 13 ноября 2003 года Гидрографическая служба Северного флота при проведении планового осмотра в районе г. Полярный обнаружила два полностью разобранных РИТЭГа типа «Бета-М», обеспечивавших электропитание навигационных знаков. Радиоизотопные источники тепла РИТ-90 — капсулы со стронцием-90 — были найдены: одна в воде у берега в губе Оленьей Кольского залива, вторая на суше у берега в северной части острова Южный Горячинский в Кольском заливе. Все остальные части РИТЭГов, включая защиту из обеднённого урана, похищены неизвестными лицами[8]. По заявлению администрации Мурманской области, «следует полагать, что люди, которые разобрали РИТЭГи, получили смертельные дозы облучения»[12].

## Производители и поставщики
- Американские фирмы: «Локхид Мартин», «3M», «Вестингауз электрик», «Аэроджет Дженерал Нуклеоникс», «Дженерал электрик», «Хьюз», «Rocketdyne Propulsion and Power» (подразделение корпорации «Boeing»)
- Великобритания: Атомный центр Харуэлл[англ.]
- Германия: «Сименс-Шукерт», «Юнкерс»
- Россия: ЭМЗ «Авангард», ПО «Маяк», «Техснабэкспорт»